# Farinera L'Esperança
La farinera L'Esperança era una antiga fàbrica del barri de la Sagrera de Barcelona, actualment desapareguda.

## Història
L'agost del 1869, el serraller Bonaventura Costa i Dòria va adquirir en emfiteusi a Isidre Feliu i Serarols, que hi tenia una adoberia de pells, uns terrenys a la vora de la Carretera de Ribes (actualment carrer Gran de la Sagrera) i una séquia tributària del Rec Comtal anomenada «Fora Viaix», al terme municipal de Sant Martí de Provençals. El setembre del mateix any va presentar el projecte de construcció d'una fàbrica de farines signat pel mestre d'obres Pau Martorell. El gener del 1870 van demanar permís per a instal·lar-hi dues calderes de vapor, segons el projecte de l'enginyer Teodor Merly, i el 21 de gener del 1871 es va acabar de pagar la construcció, que fou dirigida pel paleta Pere Falqués i Saldoni, parent de l'arquitecte Pere Falqués i Urpí. Aquel mateix dia es va constituir la societat Palès, Costa i Cia, formada pels flequers Andreu Palés i Casanova i Joan Vilaró i Guardiola, i els serrallers Bonaventura i Marcel·lí i Costa i Dòria, per a explotar la farinera, que va rebre el nom de «L'Esperança» pel nom de la filla recentment nascuda d'Antoni Palés.
L'abril del mateix any, Buenaventura Costa va cedir la seva part a l'industrial fariner de Sant Martí Jacint Gili i Garí, i es va constituir la societat Palés, Costa, Gili i Cia, amb Antoni Palés com a principal accionista, que va impulsar l'ampliació de la farinera amb successius projectes del mestre d'obres Antoni Falqués i Ros, així com la modernització amb el sistema austrohongarès, que Gili ja utilitzava a la seva farinera del Poblenou. Aquest substitueix la mola de pedra per un cilindre de ferro, proporcionant una farina de més qualitat i més rendiment en la producció.
Antoni Palés va morir el 1878, succeït pels seus fills Antoni i Francesc Palés i Arró (†1902), i aquell mateix any, Antoni Falqués va projectar-hi uns habitatges. El 1886, Isidre Feliu els va establir la seva adoberia (carrer Gran de la Sagrera, 109), i la fàbrica, que fins aleshores ocupava el núm. 107, va ser ampliada amb una nova nau i uns magatzems a la part posterior de la parcel·la, fins a cobrir un tram del Rec Comtal, arribant al carrer de Sant Sever (actualment Ciutat d'Elx).
Al tombant de segle, una sèrie de problemes van provocar l'escissió de la societat, i va quedar al capdavant de la farinera Antoni Palés i Arró, que el 1907 va demanar permís per a aixecar-hi un tercer pis. Va morir el 1911, i el va succeir la vídua Francesca Basté i Capmany sota la raó social Vídua de Palés i Fills, que el 1917 va demanar permís per a construir-hi una sitja, segons el projecte del mestre d'obres Josep Graner i Prat. A les dècades del 1930 i 1940, la raó social Fills d'Antoni Palés Arró SA hi produïa farina de blat i derivats, mentre que la resta de farines es produïen a La Ceres Catalana, fundada per Francesc Palés prop de la plaça de les Glòries Catalanes.
La farinera va tancar el 1964, i el 1966, la fàbrica va ser llogada al fabricant de plomes estilogràfiques Inoxcrom, empresa fundada per l'inventor Manuel Vaqué i Ferrandis. La propietat va continuar en mans de la familia Palés fins que va ser adquirida per la immobiliària CEVASA, fundada també per Vaqué, que finalment la va enderrocar el novembre del 2005 «sense que ningú hi digués res», en paraules del geògraf i historiador Martí Checa Artasu. Després de l'enderrocament s'hi va fer una intervenció arqueològica que va posar de manifest el tram del Rec Comtal corresponent a la farinera, actualment enterrat sota la vorera del carrer de la Ciutat d'Elx.